# Marko Bakić
Marko Bakić (in montenegrino Mapкo Бакић; Budua, 1º novembre 1993) è un calciatore montenegrino, centrocampista dell'OFI Creta.

## Caratteristiche tecniche
Il suo ruolo naturale è il trequartista ma l'allenatore Vincenzo Montella nel corso del ritiro 2013 a Moena lo ha impostato come regista.

## Carriera

### Club
Cresciuto nelle giovanili del Mogren, fa il suo esordio in prima squadra nel campionato 2010-2011 collezionando a fine stagione 4 presenze e nessun gol. La stagione successiva si guadagna il posto da titolare segnando 5 gol e ottenendo la prima convocazione in Nazionale.
Il 31 agosto 2012 viene acquistato dalla società italiana del Torino con la collaborazione della Fiorentina che lo acquista in compartecipazione per una cifra totale di 1,5 milioni di euro, con la società granata che sarà la titolare del tesseramento visto che i viola non avevano posti liberi per tesserare altri extracomunitari. Esordisce in Serie A il 19 maggio 2013 in Torino-Catania (2-2).
Il 20 giugno 2013 la Fiorentina riscatta l'altra metà del cartellino dal Torino, nell'operazione che ha portato Alessio Cerci interamente al Torino. Esordisce in maglia viola il 29 agosto nella gara di Europa League Fiorentina-Grasshoppers (0-1), entrando all'86' al posto di Matías Fernández; in campionato fa il suo primo ingresso nella vittoriosa trasferta di Bergamo del 22 settembre. A gennaio 2014 prolunga il contratto fino al 30 giugno 2017. Scarsamente impiegato in campionato, riesce comunque nella stagione a raggiungere 7 presenze nelle partite europee.
Il 12 agosto 2014 passa in prestito con diritto di riscatto e contro-riscatto allo Spezia. Gioca 21 partite in Serie B 2014-2015 segnando anche il suo primo gol in Italia nel match contro il Bari (0-3) del 28 dicembre 2014. Con la maglia spezzina torna anche nel giro della Nazionale.
Rientrato a Firenze inizia la stagione 2015-2016 con un grave infortunio in un'amichevole estiva che lo tiene lontano dai campi fin dal mese di luglio; è stato comunque inserito nella lista dei 25 per la Serie A. Torna a dare i primi calci solo dopo quattro mesi con la formazione Primavera.
Il 18 gennaio 2016 viene ceduto in prestito ai portoghesi del Belenenses con cui trova la rete già all'esordio.
Il 27 luglio 2016 viene ceduto definitivamente allo Sporting Braga.

### Nazionale
Ha disputato da capitano le qualificazioni Europei 2012 con l'Under-19 del Montenegro.
Esordisce in Nazionale maggiore il 15 agosto 2012 in Montenegro-Lettonia (2-0), entrando al 79' in sostituzione di Stevan Jovetić.

## Statistiche

### Presenze e reti nei club
Statistiche aggiornate al 27 ottobre 2024.
| Stagione              | Squadra               | Campionato            | Campionato | Campionato | Coppe nazionali | Coppe nazionali | Coppe nazionali | Coppe continentali | Coppe continentali | Coppe continentali | Altre coppe | Altre coppe | Altre coppe | Totale | Totale |
| Stagione              | Squadra               | Comp                  | Pres       | Reti       | Comp            | Pres            | Reti            | Comp               | Pres               | Reti               | Comp        | Pres        | Reti        | Pres   | Reti   |
| --------------------- | --------------------- | --------------------- | ---------- | ---------- | --------------- | --------------- | --------------- | ------------------ | ------------------ | ------------------ | ----------- | ----------- | ----------- | ------ | ------ |
| 2010-2011             | Mogren                | PL                    | 4          | 0          | CM              | 1               | 0               | UEL                | 0                  | 0                  | -           | -           | -           | 5      | 0      |
| 2011-2012             | Mogren                | PL                    | 26         | 5          | CM              | 2               | 0               | UCL                | 1                  | 0                  | -           | -           | -           | 29     | 5      |
| ago. 2012             | Mogren                | PL                    | 3          | 0          | CM              | 0               | 0               | -                  | -                  | -                  | -           | -           | -           | 3      | 0      |
| Totale Mogren         | Totale Mogren         | Totale Mogren         | 33         | 5          |                 | 3               | 0               |                    | 1                  | 0                  |             | -           | -           | 37     | 5      |
| ago. 2012-2013        | Torino                | A                     | 1          | 0          | CI              | 0               | 0               | -                  | -                  | -                  | -           | -           | -           | 1      | 0      |
| 2013-2014             | Fiorentina            | A                     | 3          | 0          | CI              | 0               | 0               | UEL                | 7                  | 0                  | -           | -           | -           | 10     | 0      |
| 2014-2015             | Spezia                | B                     | 21         | 1          | CI              | 2               | 0               | -                  | -                  | -                  | -           | -           | -           | 23     | 1      |
| 2015-gen. 2016        | Fiorentina            | A                     | 0          | 0          | CI              | -               | -               | UEL                | -                  | -                  | -           | -           | -           | 0      | 0      |
| Totale Fiorentina     | Totale Fiorentina     | Totale Fiorentina     | 3          | 0          |                 | 0               | 0               |                    | 7                  | 0                  |             | -           | -           | 10     | 0      |
| gen.-giu. 2016        | Belenenses            | PL                    | 14         | 4          | CP+CdL          | 0+1             | 0               | UEL                | -                  | -                  | -           | -           | -           | 15     | 4      |
| 2016-gen. 2017        | Braga                 | PL                    | 6          | 0          | CP+CdL          | 1+0             | 0               | UEL                | 2                  | 0                  | SP          | 0           | 0           | 9      | 0      |
| gen.-giu. 2017        | Alcorcón              | SD                    | 15         | 1          | CR              | -               | -               | -                  | -                  | -                  | -           | -           | -           | 15     | 1      |
| 2017-gen. 2018        | Braga                 | PL                    | 0          | 0          | CP+CdL          | 0               | 0               | UEL                | -                  | -                  | -           | -           | -           | 0      | 0      |
| Totale Sporting Braga | Totale Sporting Braga | Totale Sporting Braga | 6          | 0          |                 | 1               | 0               |                    | 2                  | 0                  |             | 0           | 0           | 9      | 0      |
| gen.-giu. 2018        | Belenenses            | PL                    | 13         | 1          | CP+CdL          | -               | -               | -                  | -                  | -                  | -           | -           | -           | 13     | 1      |
| Totale Belenenses     | Totale Belenenses     | Totale Belenenses     | 27         | 7          |                 | 1               | 0               |                    | -                  | -                  |             | -           | -           | 28     | 5      |
| 2018-2019             | R.E. Mouscron         | D1                    | 18+8       | 2          | CB              | 1               | 0               | -                  | -                  | -                  | -           | -           | -           | 27     | 2      |
| 2019-2020             | R.E. Mouscron         | D1                    | 13         | 0          | CB              | 0               | 0               | -                  | -                  | -                  | -           | -           | -           | 13     | 0      |
| 2020-2021             | R.E. Mouscron         | D1                    | 23         | 2          | CB              | 1               | 1               | -                  | -                  | -                  | -           | -           | -           | 24     | 3      |
| 2021-2022             | R.E. Mouscron         | D2                    | 19         | 1          | CB              | 0               | 0               | -                  | -                  | -                  | -           | -           | -           | 19     | 1      |
| Totale R.E. Mouscron  | Totale R.E. Mouscron  | Totale R.E. Mouscron  | 81         | 5          |                 | 2               | 1               |                    | -                  | -                  |             | -           | -           | 83     | 6      |
| 2022-gen. 2023        | Budućnost             | PL                    | 12         | 5          | CM              | 1               | 0               | -                  | -                  | -                  | -           | -           | -           | 13     | 5      |
| gen.-giu. 2023        | OFI Creta             | SL                    | 8+7        | 1+2        | CG              | -               | -               | -                  | -                  | -                  | -           | -           | -           | 15     | 3      |
| 2023-2024             | OFI Creta             | SL                    | 20+7       | 2+2        | CG              | 3               | 1               | -                  | -                  | -                  | -           | -           | -           | 30     | 5      |
| 2024-2025             | OFI Creta             | SL                    | 9          | 0          | CG              | 1               | 0               | -                  | -                  | -                  | -           | -           | -           | 10     | 0      |
| Totale OFI Creta      | Totale OFI Creta      | Totale OFI Creta      | 51         | 7          |                 | 4               | 1               |                    | -                  | -                  |             | -           | -           | 55     | 8      |
| Totale carriera       | Totale carriera       | Totale carriera       | 250        | 29         |                 | 14              | 2               |                    | 10                 | 0                  |             | 0           | 0           | 274    | 31     |

### Cronologia presenze e reti in Nazionale
| Cronologia completa delle presenze e delle reti in nazionale ― Montenegro | Cronologia completa delle presenze e delle reti in nazionale ― Montenegro | Cronologia completa delle presenze e delle reti in nazionale ― Montenegro | Cronologia completa delle presenze e delle reti in nazionale ― Montenegro | Cronologia completa delle presenze e delle reti in nazionale ― Montenegro | Cronologia completa delle presenze e delle reti in nazionale ― Montenegro | Cronologia completa delle presenze e delle reti in nazionale ― Montenegro | Cronologia completa delle presenze e delle reti in nazionale ― Montenegro |
| Data                                                                      | Città                                                                     | In casa                                                                   | Risultato                                                                 | Ospiti                                                                    | Competizione                                                              | Reti                                                                      | Note                                                                      |
| ------------------------------------------------------------------------- | ------------------------------------------------------------------------- | ------------------------------------------------------------------------- | ------------------------------------------------------------------------- | ------------------------------------------------------------------------- | ------------------------------------------------------------------------- | ------------------------------------------------------------------------- | ------------------------------------------------------------------------- |
| 15-8-2012                                                                 | Podgorica                                                                 | Montenegro                                                                | 2 – 0                                                                     | Lettonia                                                                  | Amichevole                                                                | -                                                                         | 79’                                                                       |
| 14-8-2013                                                                 | Žodzina                                                                   | Bielorussia                                                               | 1 – 1                                                                     | Montenegro                                                                | Amichevole                                                                | -                                                                         | 45’                                                                       |
| 23-5-2014                                                                 | Senec                                                                     | Slovacchia                                                                | 2 – 0                                                                     | Montenegro                                                                | Amichevole                                                                | -                                                                         | 51’                                                                       |
| 26-5-2014                                                                 | Hartberg                                                                  | Iran                                                                      | 0 – 0                                                                     | Montenegro                                                                | Amichevole                                                                | -                                                                         | 72’                                                                       |
| 15-11-2014                                                                | Podgorica                                                                 | Montenegro                                                                | 1 – 1                                                                     | Svezia                                                                    | Qual. Euro 2016                                                           | -                                                                         | 46’                                                                       |
| 27-3-2015                                                                 | Podgorica                                                                 | Montenegro                                                                | 0 – 3 tav                                                                 | Russia                                                                    | Qual. Euro 2016                                                           | -                                                                         | 46’                                                                       |
| 8-6-2015                                                                  | Viborg                                                                    | Danimarca                                                                 | 2 – 1                                                                     | Montenegro                                                                | Amichevole                                                                | -                                                                         | 75’                                                                       |
| 24-3-2016                                                                 | Pireo                                                                     | Grecia                                                                    | 2 – 1                                                                     | Montenegro                                                                | Amichevole                                                                | -                                                                         | 73’ 75’                                                                   |
| 29-3-2016                                                                 | Podgorica                                                                 | Montenegro                                                                | 0 – 0                                                                     | Bielorussia                                                               | Amichevole                                                                | -                                                                         | 74’                                                                       |
| 4-9-2016                                                                  | Cluj-Napoca                                                               | Romania                                                                   | 1 – 1                                                                     | Montenegro                                                                | Qual. Mondiali 2018                                                       | -                                                                         | 68’                                                                       |
| 8-10-2016                                                                 | Podgorica                                                                 | Montenegro                                                                | 5 – 0                                                                     | Kazakistan                                                                | Qual. Mondiali 2018                                                       | -                                                                         | 83’                                                                       |
| 23-3-2018                                                                 | Nicosia                                                                   | Cipro                                                                     | 0 – 0                                                                     | Montenegro                                                                | Amichevole                                                                | -                                                                         | 65’                                                                       |
| 7-6-2019                                                                  | Podgorica                                                                 | Montenegro                                                                | 1 – 1                                                                     | Kosovo                                                                    | Qual. Euro 2020                                                           | -                                                                         | 59’                                                                       |
| 10-6-2019                                                                 | Olomouc                                                                   | Rep. Ceca                                                                 | 3 – 0                                                                     | Montenegro                                                                | Qual. Euro 2020                                                           | -                                                                         | 15’                                                                       |
| 10-9-2019                                                                 | Podgorica                                                                 | Montenegro                                                                | 0 – 3                                                                     | Rep. Ceca                                                                 | Qual. Euro 2020                                                           | -                                                                         | 68’                                                                       |
| 5-9-2020                                                                  | Strovolos                                                                 | Cipro                                                                     | 0 – 2                                                                     | Montenegro                                                                | UEFA Nations League 2020-2021 - 1º turno                                  | -                                                                         | 33’                                                                       |
| 8-9-2020                                                                  | Lussemburgo                                                               | Lussemburgo                                                               | 0 – 1                                                                     | Montenegro                                                                | UEFA Nations League 2020-2021 - 1º turno                                  | -                                                                         | 62’                                                                       |
| 10-10-2020                                                                | Podgorica                                                                 | Montenegro                                                                | 2 – 0                                                                     | Azerbaigian                                                               | UEFA Nations League 2020-2021 - 1º turno                                  | -                                                                         | 62’ 63’                                                                   |
| 14-11-2020                                                                | Baku                                                                      | Azerbaigian                                                               | 0 – 0                                                                     | Montenegro                                                                | UEFA Nations League 2020-2021 - 1º turno                                  | -                                                                         |                                                                           |
| 17-11-2020                                                                | Podgorica                                                                 | Montenegro                                                                | 4 – 0                                                                     | Cipro                                                                     | UEFA Nations League 2020-2021 - 1º turno                                  | -                                                                         | 48’ 61’                                                                   |
| 27-3-2021                                                                 | Podgorica                                                                 | Montenegro                                                                | 4 – 1                                                                     | Gibilterra                                                                | Qual. Mondiali 2022                                                       | -                                                                         | 25’                                                                       |
| 24-3-2023                                                                 | Sofia                                                                     | Bulgaria                                                                  | 0 – 1                                                                     | Montenegro                                                                | Qual. Euro 2024                                                           | -                                                                         | 46’                                                                       |
| 20-6-2023                                                                 | Podgorica                                                                 | Montenegro                                                                | 1 – 4                                                                     | Rep. Ceca                                                                 | Amichevole                                                                | -                                                                         | 59’                                                                       |
| 10-9-2023                                                                 | Podgorica                                                                 | Montenegro                                                                | 2 – 1                                                                     | Bulgaria                                                                  | Qual. Euro 2024                                                           | -                                                                         | 81’ 84’                                                                   |
| 21-3-2024                                                                 | Boztepe                                                                   | Montenegro                                                                | 2 – 0                                                                     | Bielorussia                                                               | Amichevole                                                                | -                                                                         | 66’                                                                       |
| 25-3-2024                                                                 | Boztepe                                                                   | Montenegro                                                                | 1 – 0                                                                     | Macedonia del Nord                                                        | Amichevole                                                                | -                                                                         | 35’ 83’                                                                   |
| 5-6-2024                                                                  | Bruxelles                                                                 | Belgio                                                                    | 2 – 0                                                                     | Montenegro                                                                | Amichevole                                                                | -                                                                         | 61’                                                                       |
| 9-6-2024                                                                  | Podgorica                                                                 | Montenegro                                                                | 1 – 3                                                                     | Georgia                                                                   | Amichevole                                                                | -                                                                         | 74’                                                                       |
| 9-9-2024                                                                  | Nikšić                                                                    | Montenegro                                                                | 1 – 2                                                                     | Galles                                                                    | UEFA Nations League 2024-2025 - 1º turno                                  | -                                                                         | 70’                                                                       |
| 11-10-2024                                                                | Samsun                                                                    | Turchia                                                                   | 1 – 0                                                                     | Montenegro                                                                | UEFA Nations League 2024-2025 - 1º turno                                  | -                                                                         | 90+1’                                                                     |
| 14-10-2024                                                                | Cardiff                                                                   | Galles                                                                    | 1 – 0                                                                     | Montenegro                                                                | UEFA Nations League 2024-2025 - 1º turno                                  | -                                                                         | 57’                                                                       |
| 16-11-2024                                                                | Nikšić                                                                    | Montenegro                                                                | 0 – 2                                                                     | Islanda                                                                   | UEFA Nations League 2024-2025 - 1º turno                                  | -                                                                         | 59’                                                                       |
| 22-3-2025                                                                 | Nikšić                                                                    | Montenegro                                                                | 3 – 1                                                                     | Gibilterra                                                                | Qual. Mondiali 2026                                                       | -                                                                         | 85’                                                                       |
| 25-3-2025                                                                 | Nikšić                                                                    | Montenegro                                                                | 1 – 0                                                                     | Fær Øer                                                                   | Qual. Mondiali 2026                                                       | -                                                                         | 70’                                                                       |
| 9-6-2025                                                                  | Niksic                                                                    | Montenegro                                                                | 2 – 2                                                                     | Armenia                                                                   | Amichevole                                                                | -                                                                         | cap. 63’                                                                  |
| Totale                                                                    |                                                                           | Presenze                                                                  | 35                                                                        |                                                                           | Reti                                                                      | 0                                                                         |                                                                           |

## Palmarès

### Club
- Campionato montenegrino: 1

FK Mogren: 2010-2011

### Individuale
- Giovane promessa montenegrina dell'anno: 1

2012